# Камил Глик
Камил Јацек Глик (пољ. Kamil Jacek Glik; Јастшембје-Здрој, 3. фебруар 1988) пољски је фудбалски дефанзивац који игра за Краковију и репрезентацију Пољске.
Пре Монака играо је за Пјаст Гливице (2008—2010), Палермо (2010—2011) и Торино (2011—2016), где је био и капитен. За Пољску је наступао на Европском првенству 2016. и Светском првенству 2018.
Поред пољског, Глик има и немачко држављанство.

## Клупска каријера

### Палермо
За сицилијански клуб Палермо потписао је 7. јула 2010. уговор на пет година.
Дебитантски наступ за Розо-црне имао је у плеј-офу за Лигу Европе 2010/11. против словеначког Марибора (победа за Палермо од 3 : 0). То је уједно и прва његова клупска међународна утакмица. Међутим, поред овог, накупио је још неколико наступа док није послат на позајмицу у Бари.

### Торино
Датума 12. јула 2011. године, Глик је прешао у италијанског друголигаша Торино за 300.000 евра.
Деби је имао 13. августа у Торину против Лумедзана (1 : 0) у другој рунди Купа Италије. Први гол је дао у 34. рунди, на утакмици Торино — Ређина. Клуб је успео да се пласира у виши лигашки ранг, Серију А. Током своје прве сезоне, Глик је одиграо 23 утакмице и постигао три гола.
Следеће сезоне је постигао први гол у Серији А, против Лација, 31. октобра 2012. Утакмица је завршена 1 : 1. Одиграо је оба лигашка дербија у сезони 2012/13. притом добивши на обе утакмице црвени картон (први играч коме је то пошло за руком). Глик је постао идол торинским навијачима. On 20 June, Torino acquired his remaining contract from Palermo for a fee of €1.5 million, resolving the co-ownership.
Следеће (2013/14) сезоне, Глик је проглашен за капитена након одласка Роландо Бјанкија. Текућу сезону завршио је са 34 лигашка наступа. Торино је те сезоне успео да се квалификује у Лигу Европе. Крајем исте сезоне, обновио је свој уговор са Торином до 2017.
Деби у међународном такмичењу за Торино имао је 31. јула 2014. када је играо прву утакмицу треће рунде квалификација за Лигу Европе. Утакмица је завршена победом од 3 : 0 против шведског Бромапојкарна. Дана 24. септембра исте године, током лигашког меча у гостима против Каљарија, постигао је гол за 1 : 1 на свом јубиларном стотом мечу за Торино. Утакмица против Сардињана добијена је у корист Бикова резултатом 2 : 1. Продужио је уговор са Торином до 2020. године 20. децембра 2015.
Свеукупно, Глик је за Бикове одиграо 171 утакмицу и постигао 13 голова.

### Монако
Датума 4. јула 2016. године, Глик је продан Монаку у трансферу вредном 11 милиона евра плус 4 милионе евра у бонусима. Уговор је потписан на четири године. У службеном саопштењу на сајту Торина, клуб се опростио од Глика: „Било је ово пет дивних година, интензивних, пуних осећања и обостраног задовољства. Председник Каиро и цео Фудбалски клуб Торино поздрављају Глика са великом наклоношћу. Желимо му све најбоље у наставку каријере.”
Глик је био један од најважнијих карика клуба који је освојио титулу Лиге један у сезони 2016/17. У тој сезони за клуб је наступио на 36 утакмица, а постигао је шест голова.

## Репрезентативна каријера
За селекцију Пољске до 21 године, Глик је играо 14 пута и постигао је три гола. Деби за сениорски тим имао је 2010. против Тајланда. Глик је био први фудбалер Пјаст Гливица који је позван да наступа за национални тим.
Дана 17. октобра 2012, постигао је изједначујући погодак у квалификационом мечу против Енглеске за Светско првенство 2014.
Био је један од најважнијих играча Пољске током квалификација за Европско првенство 2016. и на самом Европском првенству.

## Статистика каријере

### Клуб
Ажурирано 7. марта 2020.
| Клуб             | Сезона    | Лига        | Лига    | Лига   | Куп     | Куп    | Европа  | Европа | Остало  | Остало | Укупно  | Укупно |
| Клуб             | Сезона    | Ранг лиге   | Наступи | Голови | Наступи | Голови | Наступи | Голови | Наступи | Голови | Наступи | Голови |
| ---------------- | --------- | ----------- | ------- | ------ | ------- | ------ | ------- | ------ | ------- | ------ | ------- | ------ |
| Пјаст Гливице    | 2008/09.  | Екстракласа | 26      | 0      | 1       | 0      | –       | –      | –       | –      | 27      | 0      |
| Пјаст Гливице    | 2009/10.  | Екстракласа | 28      | 2      | 1       | 0      | –       | –      | –       | –      | 29      | 1      |
| Пјаст Гливице    | Укупно    | Укупно      | 54      | 2      | 2       | 0      | –       | –      | —       | —      | 56      | 2      |
| Палермо          | 2010/11.  | Серија А    | 0       | 0      | 0       | 0      | 4       | 0      | –       | –      | 4       | 0      |
| Бари (позајмица) | 2010/11.  | Серија А    | 16      | 0      | 1       | 0      | –       | –      | –       | –      | 17      | 0      |
| Торино           | 2011/12.  | Серија Б    | 23      | 2      | 1       | 0      | –       | –      | –       | –      | 24      | 2      |
| Торино           | 2012/13.  | Серија А    | 32      | 1      | 1       | 0      | –       | –      | –       | –      | 33      | 1      |
| Торино           | 2013/14.  | Серија А    | 34      | 2      | 1       | 0      | –       | –      | –       | –      | 35      | 2      |
| Торино           | 2014/15.  | Серија А    | 32      | 7      | 1       | 0      | 11      | 1      | –       | –      | 44      | 8      |
| Торино           | 2015/16.  | Серија А    | 33      | 0      | 2       | 0      | –       | –      | –       | –      | 35      | 0      |
| Торино           | Укупно    | Укупно      | 154     | 12     | 6       | 0      | 11      | 1      | —       | —      | 171     | 13     |
| Монако           | 2016/17.  | Лига један  | 36      | 6      | 4       | 1      | 13      | 1      | –       | –      | 53      | 8      |
| Монако           | 2017/18.  | Лига један  | 36      | 3      | 5       | 0      | 6       | 1      | 1       | 0      | 48      | 4      |
| Монако           | 2018/19.  | Лига један  | 33      | 1      | 3       | 0      | 5       | 0      | 1       | 0      | 42      | 1      |
| Монако           | 2019/20.  | Лига један  | 23      | 1      | 1       | 0      | –       | –      | –       | –      | 24      | 1      |
| Монако           | Укупно    | Укупно      | 128     | 11     | 13      | 1      | 24      | 2      | 2       | 0      | 167     | 14     |
| Свеукупно        | Свеукупно | Свеукупно   | 352     | 24     | 22      | 1      | 39      | 3      | 2       | 0      | 415     | 29     |

1. 1 2  Сви наступи у Лиги Европе.
2. 1 2 3  Сви наступи у Лиги шампиона.

### Репрезентација
Ажурирано 19. новембра 2019.
| 2010.  | 7  | 1 |
| 2011.  | 4  | 0 |
| 2012.  | 4  | 1 |
| 2013.  | 7  | 0 |
| 2014.  | 7  | 1 |
| 2015.  | 8  | 0 |
| 2016.  | 13 | 0 |
| 2017.  | 6  | 1 |
| 2018.  | 8  | 0 |
| 2019.  | 9  | 1 |
| Укупно | 73 | 5 |

### Голови за репрезентацију
Голови Пољске су наведени на првом месту. Колона „Гол” означава резултат на утакмици након Гликовог гола.
| #  | Датум              | Стадион                                        | Противник | Гол   | Резултат | Такмичење                                 |
| -- | ------------------ | ---------------------------------------------- | --------- | ----- | -------- | ----------------------------------------- |
| 1. | 20. јануар 2010.   | Стадион 80. рођендан, Накхонратчасима, Тајланд | Тајланд   | 1 : 0 | 3 : 1    | Куп краља Тајланда 2010.                  |
| 2. | 17. октобар 2012.  | Национални стадион, Варшава, Пољска            | Енглеска  | 1 : 1 | 1 : 1    | Квалификације за Светско првенство 2014.  |
| 3. | 14. новембар 2014. | Динамо арена, Тбилиси, Грузија                 | Грузија   | 1 : 0 | 4 : 0    | Квалификације за Европско првенство 2016. |
| 4. | 4. септембар 2017. | Национални стадион, Варшава, Пољска            | Казахстан | 2 : 0 | 3 : 0    | Квалификације за Светско првенство 2018.  |
| 5. | 24. март 2019.     | Национални стадион, Варшава, Пољска            | Летонија  | 2 : 0 | 2 : 0    | Квалификације за Европско првенство 2020. |

## Успеси

### Клуб
Монако
- Лига један: 2016/17.[24]

### Индивидуални
- Тим године у Лиги један: 2016/17.[25]